# راي مارينكو
راي مارينكو (بالإنجليزية: Ray Marinko)‏ هو لاعب كرة قدم أسترالية أسترالي، ولد في 29 نوفمبر 1936 في برث في أستراليا.

## روابط خارجية
- راي مارينكو على موقع AustralianFootball.com (الإنجليزية)